# Pardirallus nigricans
Pardirallus nigricans е вид птица от семейство Rallidae.

## Разпространение
Видът е разпространен в Аржентина, Боливия, Бразилия, Венецуела, Еквадор, Колумбия, Парагвай и Перу.